# Diopetes laticlavia
Diopetes laticlavia är en fjärilsart som beskrevs av Clench 1965. Diopetes laticlavia ingår i släktet Diopetes och familjen juvelvingar. Inga underarter finns listade i Catalogue of Life.